# Historia de un cobarde
Historia de un cobarde es una telenovela mexicana transmitida por Telesistema Mexicano en 1964. Una producción de Ernesto Alonso bajo la dirección de Raúl Araiza. Protagonizada por Héctor Gómez, Alicia Montoya y Miguel Ángel Ferriz, este último el antagonista de la historia.

## Argumento
La historia gira en torno a la vida de Alfredo que al verse sospechoso en un crimen deberá romper todos los lazos que lo involucren.

## Elenco
- Héctor Gómez .... Alfredo
- Alicia Montoya .... Paula
- Miguel Ángel Ferriz .... Pablo
- Irma Lozano .... Esther
- Bertha Moss .... Georgina
- Julio Monterde .... Javier
- Joaquín Cordero
- Francisco Jambrina .... Gilberto
- Emma Roldán
- Blanca de Castrejón
- Joaquín Roche Jr. .... Santiago "Santiaguito" (niño)
- Amparo Villegas

## Producción
- Historia Original: Mimí Bechelani
- Adaptación: Mimí Bechelani
- Director: Raúl Araiza
- Productor Ejecutivo: Ernesto Alonso

## Datos a resaltar
- La telenovela está grabada en blanco y negro.